# Морозов, Александр Александрович (учёный)
Александр Александрович Морозов (1889—1956) — советский энергетик, доктор технических наук, профессор, заслуженный деятель науки и техники РСФСР.

## Биография
Родился во Владикавказе 12 февраля 1889 года в семье генерал-майора Александра Доримедонтовича Морозова. Там же, во Владикавказе, учился в реальном училище.
В 1912 г. окончил электромеханическое отделение Петербургского политехнического института и был оставлен на кафедре в качестве «стипендиата» для педагогической деятельности.
Позже одновременно работал в проектных и научных организациях и преподавал в ленинградских втузах. В 1921 году избран профессором политехнического института по курсу «Утилизация водной энергии». Этот же курс читал в Ленинградском технологическом институте (1922-1930) и во Втором (бывшем женском) политехническом институте (1921-1923).
С 1918 по 1923 г. заведующий Гидротехническим отделом управления «Свирьстрой». С 1925 по 1928 г. научный сотрудник НМИ (ныне ВНИИГ), там работал над вопросами мелких гидротехнических установок. Профессор Ленинградского гидротехнического института. В 1923-1927 гг. научный сотрудник Бюро по проектированию ДзораГЭС, созданного при Государственном мелиорационном институте. С 1929 г. начальник технического отдела, затем главный инженер треста «Гидроэнергопроект» (до 1937 г..
Был одним из участников составления плана ГОЭЛРО, в годы второй пятилетки участвовал в разработке первоначальных наметок Единой высоковольтной сети Европейской части СССР.
Руководил разработкой проектов ГЭС на реках Чирчик, Чусовая, Нива, Мста, Суна, Белая, плотин для тепловых электростанций в Ивановской и Донецкой областях. С 1924 г. принимал участие в работе Центрального электротехнического совета по экспертизе проектов крупных гидроэлектростанций: Днепрострой, Риони, Баксанской, Севанской и др. Для Дзорагетской ГЭС предложил идею автоматического самовсплывающего цилиндрического затвора, впоследствии реализованную профессором В. Г. Гебелем.
Во время войны работал в Ташкенте над проектированием ГЭС. В послевоенное время — профессор, заведующий кафедрой использования водной энергии ЛПИ имени Калинина, старший научный сотрудник Энергетического института имени Кржижановского Академии наук СССР.
Умер 18 сентября 1956 г.

## Награды
Заслуженный деятель науки и техники РСФСР (1946). Награждён орденами Ленина и Трудового Красного Знамени (1944), двумя медалями (в том числе «За оборону Ленинграда»), значками Отличника и почётными грамотами ЦИК Армении и Президиума ВС Узбекской ССР.

## Работы
Сочинения:
- Использование водной энергии [Текст] : Допущ. М-вом высш. образования в СССР в качестве учеб. пособия для политехн. и строит. вузов / А. А. Морозов, проф. д-р техн. наук. — Ленинград ; Москва : Госэнергоиздат, 1948 (Тип. «Печ. двор»). — 568 с. : ил.; 26 см.
- Трубопроводы гидроэлектрических установок [Текст] / Проф. А. А. Морозов, доц. Ф. Ф. Фогт. — Ленинград ; Москва : Энергоиздат, 1934 (Л. : тип. «Кр. печатник»). — Переплет, 294, [2] с., 1 вкл. л. номогр. : ил.; 23х15 см.
- Използуване на водната енергия [Текст] / А. А. Морозов ; Превели: инж. Д. Димитров [и др.]. — София : Наука и изкуство, 1950. — 652, IV с. : ил.; 24 см.
- Универсальные характеристики гидравлических турбин [Текст] / Проф. А. А. Морозов. — Москва ; Ленинград : Госэнергоиздат, 1932 (Л. : тип. «Красный печатник»). — Обл., 36 с., включ. тит. л., 1 вкл. л. черт. : черт.; 23х15 см.